# Мейр-Гров (Міннесота)
Мейр-Гров (англ. Meire Grove) — місто (англ. city) в США, в окрузі Стернс штату Міннесота. Населення — 180 осіб (2020).

## Географія
Мейр-Гров розташований за координатами 45°37′32″ пн. ш. 94°52′7″ зх. д. / 45.62556° пн. ш. 94.86861° зх. д. (45.625536, -94.868733).  За даними Бюро перепису населення США в 2010 році місто мало площу 1,44 км², уся площа — суходіл. В 2017 році площа становила 1,00 км², уся площа — суходіл.

## Демографія
Згідно з переписом 2010 року, у місті мешкало 179 осіб у 70 домогосподарствах у складі 46 родин. Густота населення становила 124 особи/км².  Було 78 помешкань (54/км²).
Расовий склад населення:
| - 98,9 % — білих - 1,1 % — азіатів |

До двох чи більше рас належало 0,0 %. Частка іспаномовних становила 0,0 % від усіх жителів.
За віковим діапазоном населення розподілялося таким чином: 27,4 % — особи молодші 18 років, 45,2 % — особи у віці 18—64 років, 27,4 % — особи у віці 65 років та старші. Медіана віку мешканця становила 38,3 року. На 100 осіб жіночої статі у місті припадало 94,6 чоловіків;  на 100 жінок у віці від 18 років та старших — 97,0 чоловіків також старших 18 років.
Середній дохід на одне домашнє господарство  становив 45 967 доларів США (медіана — 40 833), а середній дохід на одну сім'ю — 48 103 долари (медіана — 41 250). Медіана доходів становила 40 714 долари для чоловіків та 32 344 долари для жінок. За межею бідності перебувало 16,0 % осіб, у тому числі 21,7 % дітей у віці до 18 років та 13,3 % осіб у віці 65 років та старших.
Цивільне працевлаштоване населення становило 111 осіб. Основні галузі зайнятості: роздрібна торгівля — 27,9 %, освіта, охорона здоров'я та соціальна допомога — 17,1 %, виробництво — 14,4 %.